# 陕西投资集团
陕西投资集团有限公司（英語：Shaanxi investment Co., Ltd.），简称陕投集团，是陕西省人民政府国有资产监督管理委会员监管的省属企业，注册地在西安市。公司主要投资能源，基础设施，化工等项目。为中国最大的500家企业之一。其董事长为袁小宁。

## 投资项目
目前与比亚迪共通投资建立电动车生产线。